# Braak (band)
Braak is een Nederlandse band uit Utrecht, die vooral populair was aan het eind van de jaren 70 en het begin van de jaren 80. Sinds 2005 treedt de band sporadisch weer op.

## Geschiedenis

### Eerste bezetting
Simon Been, René Brom, Theo Mackaay en Dolf Koch waren in 1978 de begeleidingsband van Lenny Kuhr. Aangestoken door de destijds beginnende Nederpop van Normaal en Bots begonnen ze onder het motto "Beter Nederlands dan tweedehands" rock in het Nederlands te spelen, schrijven en zingen. Hans Kosterman en Cherry Wijdenbosch werden aangetrokken om de vocale registers te verwijden.
De band bracht in 1978 de single "Uche uche"/"Bunnikzijde" uit, die geboycot werd door de TROS en de NCRV. Het nummer "Gatenplant" wordt door de Stichting Popmuziek Nederland op de verzamelelpee "Uitholling overdwars" gezet die in 1979 een overzicht moet geven van de zich ontwikkelende undergroundscene van Nederlandstalige rock-, punk- en new wave-artiesten. Vele optredens volgen, waaronder op politieke manifestaties als "De Nacht van Van Agt". Een mini-LP "Demo's" verschijnt, en later in het jaar nog de single "Het Gat"/"S.O.S." De band beantwoordt goed aan de behoefte van de protestgeneratie.
1980 is het jaar van het theaterrockprogramma "Suite voor een hypochonder", dat tevens de titel is van de verschijnende LP. De gemeente Utrecht geeft 4000 gulden subsidie "om vorm te geven aan de vervreemding van de jaren 80". De band valt in 1981 uiteen: Been, Wijdenbosch (beiden gaan door als duo "Cherry", scoren in 1982 met "Vang me" en 1983 met "Dame uit Suriname" en gaan bovendien een levensverbintenis aan), Swinkels en Brom stappen op; Mackaay, Kosterman en Koch trekken Bart Houwink en Jan van de Berg aan en gaan verder onder de naam "Braak".

### Tweede bezetting
De vernieuwde band Braak levert in 1981 een LP af, "Heldenkermis", waarvan de songs "De dans van de maagd" en "Tempo" als singles verschijnen. De 4000 gulden gemeentelijke subsidie wordt beloond met een optreden in de raadszaal van het stadhuis van Utrecht. Desondanks mist Braak de Nederpoprage van 1982 en 1983 (met groepen als o.a. Doe Maar, Toontje Lager, Het Goede Doel en De Dijk) volkomen, en als in 1983 hun single "Donker om je heen" flopt stoppen de optredens. André Hazes pikt het nummer een jaar later op en scoort een hit ermee. Daarop probeert Braak het nog eens: de mini-LP "Ik weet wat je lust" verschijnt, maar flopt, net als het op single uitgebrachte nummer "Je bent niet vrij". De band stopt ermee.

### Eerste reünie
In 1996 verschijnt onverwacht de single "Ik ben klaar voor de champagne", die echter niet de hitparade bereikt.

### Na Braak
Cherry Wijdenbosch dook jaren later, na "Cherry", op in de Utrechtse gemeentepolitiek, toen ze bij gemeenteraadsverkiezingen in 2000 op de SP-lijst, resp. in 2006 op de lokale lijst "Luis In De Pels" van Kees van Oosten kandidaat stond. Wijdenbosch werkt nog steeds in de muziekbusiness, maar ook in de theaterwereld.
Theo Mackaay werd beeldhouwer, Hans Kosterman advocaat en bestuurslid bij BUMA/STEMRA, en Dolf Koch ontwerper en producent van Koch-versterkers.

### Tweede reünie
In 2005 kwam de band opnieuw voor een reünie bijeen. De bezetting was nu Wijdenbosch, Been, Kosterman, Mackaay, Koch, Van de Berg en invaller Jos Hermeler op drums. De meersporenbanden van de elpee "Suite voor een hypochonder" waren opnieuw gemixt en op cd uitgebracht en enige concerten volgden.

## Discografie

### Singles
- 1978 - Uche uche / Bunnikzijde
- 1979 - Het gat / S.O.S.
- 1981 - De dans van de maagd
- 1981 - Tempo
- 1983 - Donker om je heen
- 1984 - Je bent niet vrij
- 1996 - Ik ben klaar voor de champagne

### Albums
- 1979 - Demo's (mini-LP[1])
- 1980 - Suite voor een hypochonder (op LP)
- 1981 - Heldenkermis
- 1984 - Ik weet wat je lust (mini-LP)
- 2005 - Suite voor een hypochonder (re-make op cd)